# Neohymenopogon parasiticus
Neohymenopogon parasiticus är en måreväxtart som först beskrevs av Nathaniel Wallich, och fick sitt nu gällande namn av Sigamony Stephen Richard Bennet. Neohymenopogon parasiticus ingår i släktet Neohymenopogon och familjen måreväxter. Inga underarter finns listade i Catalogue of Life.